# NGC 4904
NGC 4904 ist eine Balkenspiralgalaxie (und zugleich eine Seyfertgalaxie Typ 1) vom Hubble-Typ SBc im Sternbild Jungfrau, die etwa 49 Millionen Lichtjahre von der Milchstraße entfernt ist.
Sie wurde am 1. Januar 1786 vom deutsch-britischen Astronomen Wilhelm Herschel mit einem 18,7-Zoll-Spiegelteleskop entdeckt, der sie dabei mit „pB, pL, R, bM“ beschrieb.